# آنیتا پینتسی
آنیتا پینتسی (مجاری: Pinczi Anita؛ زادهٔ ۱۴ نوامبر ۱۹۹۳) بازیکن فوتبال اهل مجارستان است.
وی همچنین در تیم‌های ملی فوتبال Hungary women's national under-17 football team, Hungary women's national under-19 football team، و زنان مجارستان بازی کرده‌است.